# Aleksander Sanguszkowic
Aleksander Sanguszkowic († vers 1491), prince de Ratnie, fondateur de la lignée Sanguszko-Koszyrski, de la famille Sanguszko.

## Biographie
Il est le fils de Sanguszko Fiodorowic, prince de Ratnie

## Mariage et descendance
Il a pour enfants:
- Michał Sanguszko († vers 1501);
- Andrzej Aleksandrowicz Sanguszko († vers 1534).

## Sources
- (pl) Cet article est partiellement ou en totalité issu de l’article de Wikipédia en polonais intitulé « Aleksander Sanguszkowic » (voir la liste des auteurs).